# クルチャトフ研究所
クルチャトフ研究所（ロシア語:  Роcсийский научный центр "Курчатовский Институт" — ロシア科学センター「クルチャトフ研究所」）は、モスクワにあるロシアの原子力研究の中心と位置づけられている研究所である。 ソ連時代には「V.I.クルチャトフ原子力研究所」の名称で知られていた。ソ連の核物理学者で原爆開発プログラム責任者のイーゴリ・クルチャトフにちなんで命名されている。
1943年に核兵器の開発を目的として設立されたが、1955年までは研究所の存在すら秘密であり、「ソ連科学アカデミー第2実験室」の名称で呼ばれていた。ソ連の原子炉の殆どはここで設計されている。1955年以降は、ソ連における核融合とプラズマ物理に関する研究の中心となる。最初のトカマク型システムはここで設計されている。1991年まではソ連原子力省の傘下にあったが、同年からロシア政府直轄の研究所となった。研究所の所長の任命権はロシアの首相にあり、2005年にはロスアトムからの推薦に基づいて、ミハイル・コヴァルチュクが所長に選ばれた。2007年には、ロシアにおけるナノ技術の開発の中心の研究所となることも決定されている。
2003年11月に日本の小泉総理大臣がモスクワを訪問した際に、クルチャトフ研究所を訪問している。